# Путкамер, Александер фон
Алекса́ндер фон Пу́ткамер (нем. Alexander von Puttkamer, полное имя Алекса́ндер Вильге́льм Е́ско фон Пу́ткамер (нем. Alexander Wilhelm Jesko von Puttkamer); род. 11 февраля 1973, Дюссельдорф) ― немецкий тубист, артист Берлинского филармонического оркестра, представитель старинного померанского дворянского рода фон Путкамеров.

## Биография
Александер фон Путкамер окончил Гамбургскую высшую школу музыки и театра под руководством Вальтера Хильгерса. Во время учёбы он играл в нескольких молодёжных оркестрах: Немецком национальном молодёжном оркестре, оркестре немецкой молодёжной филармонии и молодёжном оркестре Евросоюза.
После окончания Гамбургской школы музыки в 1996 году Путкамер стал артистом симфонического оркестра Северогерманского радио в Гамбурге. С 1998 по 2004 он играл в Баварском государственном оркестре, с 2004 по 2007 — в симфоническом оркестре Баварского радио. С 1999 года Путкамер ежегодно участвует принимает участие в Байрейтском фестивале. С 2008 года он является музыкантом Берлинского филармонического оркестра.
Помимо профессиональной деятельности в сферу интересов музыканта входит вино, искусство и посещение музеев. Кроме того, он увлекается игрой в гольф и имеет двух дочерей.